# Vršna vas
Vršna vas – wieś w Słowenii, w gminie Šmarje pri Jelšah. W 2018 roku liczyła 117 mieszkańców.